# Limnomys
Limnomys és un gènere de rosegadors de la família dels múrids. Les dues espècies d'aquest grup són oriündes de Mindanao (Filipines). Tenen una llargada de cap a gropa d'aproximadament 13 cm i la cua de 15-16 cm. El seu hàbitat natural són els boscos humits situats a altituds d'entre 2.000 i 2.800 msnm. El nom genèric Limnomys significa ‘ratolí dels aiguamolls’ en llatí.